# Дробнис, Яков Наумович
Яков Наумович Дробнис (1890—1937) — советский государственный деятель, в 1921 году — градоначальник Одессы. Фигурант Второго московского процесса, расстрелян. Посмертно реабилитирован.

## Биография
Яков Дробнис родился 6 марта 1890 года в городе Глухов Черниговской губернии в семье сапожника. По национальности еврей. Окончил начальную школу, работал подмастерьем в сапожной мастерской. В возрасте 13 лет Дробнис уехал из дома в Астрахань, но, не имея права жительства, был выслан в Глухов. По дороге познакомился с сапожником Борисом Рогачевским, который ввёл его в революционно настроенную среду.
В 1904—1905 годах был членом партии Бунд, выполнял различные поручения РСДРП, производил печать на гектографе, распространял листовки и хранил у себя оружие. В 1906 году он вступил в глуховскую организацию РСДРП. В марте 1907 года впервые арестован за участие в забастовке и взят под стражу. Был освобождён спустя полтора месяца. В январе 1908 года вновь был арестован за принадлежность к социал-демократам. Отсидев десять месяцев, Дробнис предстал перед судом Выездной сессии Киевской судебной палаты, который приговорил его к 5 годам лишения свободы как несовершеннолетнего. Отсидев срок, Дробнис уехал в Вильно, но в январе 1915 года был выслан оттуда в Полтаву по подозрению в антивоенной агитации. До начала Октябрьской революции он работал подпольном кружке РСДРП, а во время революции занимал различные партийные посты.
В 1918 году Дробнис стал одним из организаторов создания украинской партии большевиков, вошёл в состав её ЦК, и входил туда в течение пяти созывов. В том же году он был командирован на Украину для подпольной работы и организации партизанских отрядов для борьбы с силами Петлюры. Был арестован и подвергнут расстрелу, но в последний момент раненый сумел бежать из-под расстрела. После этого он скрывался до прихода Красной Армии.
В 1919-1920 годах Дробнис принимал участие в борьбе с Добровольческой армией Деникина. В 1921 году занимал пост градоначальника Одессы. В 1922 году был назначен членом Малого Совнаркома РСФСР, а в 1923 году — членом административно-финансовой комиссии при Совнаркоме СССР.
С 1923 г. принадлежал к Левой оппозиции, подписал «Заявление 46-ти». 18 декабря 1927 года, на XV съезде ВКП(б), в числе 75 «активных деятелей троцкистской оппозиции» был исключен из партии и сослан в Астрахань. В январе 1930 года, после подачи заявления об отходе от оппозиции, восстановлен в ВКП(б). С 1931 года Дробнис работал в Народном комиссариате путей сообщения, затем, до августа 1936 года, — заместитель начальника «Кемеровохимкомбинатстроя».
6 августа 1936 года был арестован органами НКВД и в январе 1937 года выведен в качестве подсудимого Второго московского процесса — по делу так называемого «параллельного антисоветского троцкистского центра». Был признан виновным и, как и большинство подсудимых, приговорён к высшей мере наказания — смертной казни через расстрел. 1 февраля 1937 года приговор был приведён в исполнение. В 1988 году Дробнис был посмертно реабилитирован и восстановлен в партии.
Первая жена (до 1918) Розалия Ароновна Бандт (1888, Браслав — 9 сентября 1938, Полтава). Расстреляна.
Вторая жена — Любовь Соломоновна Ахманицкая, сестра юриста Л. С. Ахматова-Ахманицкого и актрисы Анны Соломоновны Вильямс (её муж — сценограф П. В. Вильямс).